# ZX Spectrum 128
ZX Spectrum 128 је био кућни рачунар фирме Синклер (Sinclair) који је почео да се производи у Уједињеном Краљевству од 1985. године. Био је унапријеђена верзија рачунара ZX Spectrum.
Користио је Zilog Z80 A као микропроцесор. RAM меморија рачунара је имала капацитет од 128kb. 

## Детаљни подаци
Детаљнији подаци о рачунару ZX Spectrum 128 су дати у табели испод.
|                       |                                             |
| [ 1 ]                 |                                             |
| Произвођач            | Синклер                                     |
| Тип                   | кућни рачунар                               |
| Меморија              | 128kb                                       |
| Поријекло             | Уједињено Краљевство                        |
| Година                | 1985                                        |
| Тастатура             | исто као Spectrum+                          |
| Процесор              |                                             |
| Фреквенција процесора | 3,5469MHz                                   |
| RAM                   | 128kb                                       |
| ROM                   | 32kb (16k 48k Basic + 16k 128k Basic)       |
| Текст                 | 32 x 24                                     |
| Графика               | 256 x 192                                   |
| Боја                  | 8 са два тона сваки (нормални и свијетлећи) |
| Звук                  | 3 канала, 7 октава (Yamaha AY-3-8912)       |
| Димензије             | 320 x 150 x 45 mm                           |
| Портови               |                                             |
| Оперативни систем     | [[]]                                        |